# Nova Hrvatska
Nova Hrvatska, bio je hrvatski emigrantski list. Izlazila je od 1959. godine u Londonu kao mjesečnik i, od 1974. godine, dvotjednik. Bila je najutjecajniji politički list hrvatskoga iseljeništva u drugoj polovini 20. st.

## Povijest
U siječnju 1958. godine Jakša Kušan sa skupinom mladih izbjeglica pokrenuo je mjesečnik Hrvatski bilten, a u siječnju 1959. godine mjesečnik Nova Hrvatska. List je izlazio 32 godine, od 1974. godine kao dvotjednik. Krajem 1990. godine Jakša Kušan vratio se u domovinu i zajedno s uredništvom lista pripremao izdavanje Nove Hrvatske, no zbog financijskih neprilika nisu uspjeli. Poslije su, uz pomoć Matice hrvatske, pokušali izdavati list Hrvatski tjednik ,ali je nakon dva broja izašlih za Božić i Novu godinu 1991./92. list zauvijek obustavljen.
Tijekom izlaženja, jugoslavenske vlasti pokušale su ishoditi zabranu lista, a na različite načine je i UDBA potkopavala izdavanje lista (ucjenom i progonom suradnika, krivotvorinama itd.).
Uredništvo NH-a pretiskalo je u socijalističkoj Hrvatskoj zabranjeni Londonac 1971. te 1974. i Hrvatsku gramatiku. Od 1973. redovito je izlagala na Frankfurtskom sajmu knjiga s Hrvatskom revijom, pod hrvatskim imenom.

## Urednici
- Jakša Kušan (1959. – 1991.), Gvido Saganić, Željko Toth (Tomšić), Tihomil Radja, Vladimir Pavlinić

## Suradnici
U Novoj Hrvatskoj pisali su i surađivali: Ivan Babić, Gojko Borić (i pod pseudonimom Hrvoje Vukelić), Bruno Bušić, Mladen Engelsfeld (pod pseudonimima: MM Istra i Hrvat iz domovine),  Vlado Koretić, Boris Maruna, Mate Meštrović, Bogdan Radica, Tihomil Rađa (i pod pseudonimom dr. Tadija Ramljak), Gvido Saganić, Branko Salaj,  Ivan Cerovac, Tefko Saračević (pod pseudonimom Emin Sedlar), Ivo Tijardović ml. (pod pseudonimom Tonči Batelant), Mirko Vidović, Janko Žagar i ini.

## Vanjske poveznice
- Bibliografija Hrvatske revije  Arhivirana inačica izvorne stranice od 20. lipnja 2006. (Wayback Machine) Franjo Hijacint Eterović: Trideset godina hrvatskog iseljeničkog tiska 1945-1975.
- Bibliografija Hrvatske revije[neaktivna poveznica] "Nova Hrvatska" polumjesečnik